# Quechua (región)

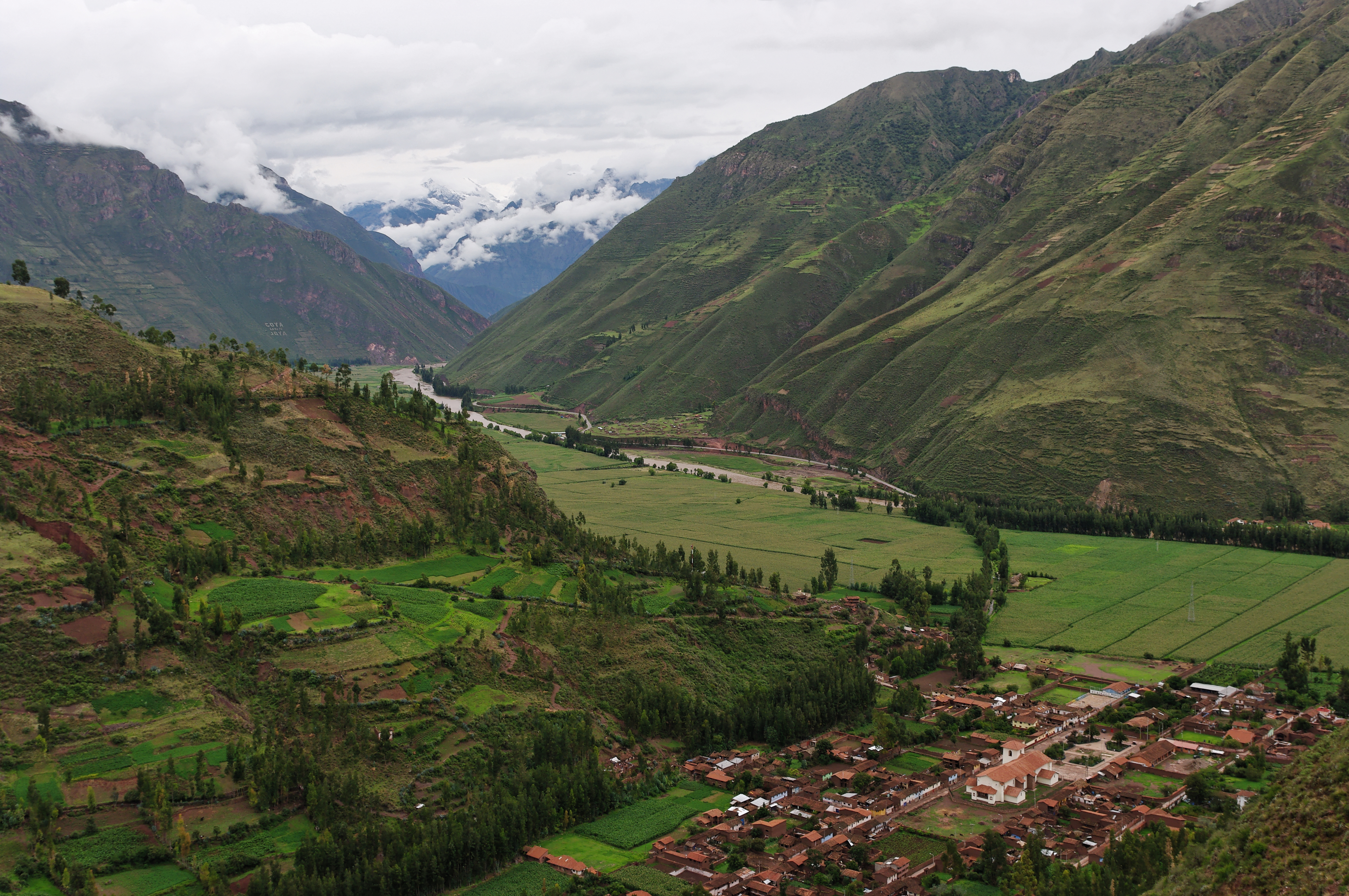
Valle del Vilcanota, entre Písac y Ollantaytambo.

La región Quechua (del quechua qhichwa, ‘zona templada’) es una región templada, que se encuentra presente a ambos lados de la cordillera de los Andes en el Perú y se ubica entre los 2300 y los 3500 m s. n. m. en los Andes peruanos.

## Clima
El clima es templado seco, por lo que en el día y la noche, las temperaturas son drásticamente distintas. La temperatura media fluctúa entre los 11 °C y los 17 °C. El ambiente templado permite el crecimiento de una gran variedad de especies vegetales , es denominado unos de los mejores ambientes del Perú.
Llueve en el verano austral (noviembre a mayo), escasa humedad atmosférica, vientos dominantes del sureste a noroeste (vientos alisios).

## Flora
El árbol característico es el aliso o lambrán. Otras especies son: La gongapa, la arracacha, el yacón, la ñuña, el pashullo, el maíz, la calabaza, la granadilla, el tomate, el eucalipto, el berro, la guinda, el capulí o aguaymanto, el arrayán, la papaya y la caigua, etc.

## Fauna
Las aves características son el zorzal gris y el huipcho. También hay pollos, jilgueros, gorriones, gavilanes y perdices. Entre los mamíferos tenemos a los venados, pumas, zorros y vizcachas. Entre los mamíferos domésticos se encuentran la vaca, la codorniz, el burro y el caballo.

## Ríos
En la región Quechua hay ríos como el río Camaná, el río Caravelí, el río Saphi, el río Tullumayu y muchos otros de gran caudal e importancia.

## Ciudades principales

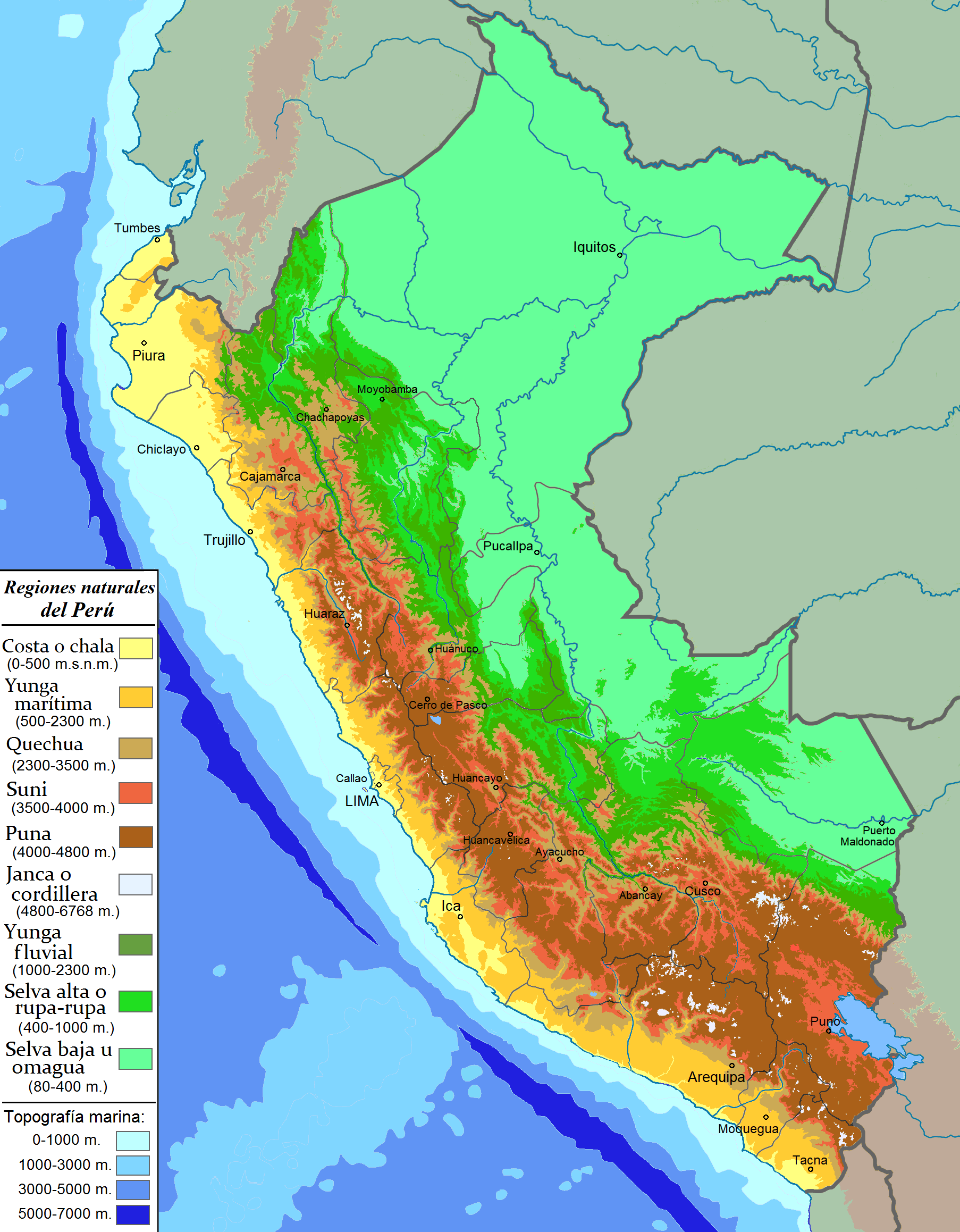
Mapa de la región quechua graficada en color ocre (marrón claro).

La región Quechua es la que tiene mayor población urbana y rural de los Andes peruanos, tanto hoy como en tiempos incas y preincas. Según el número de población, las ciudades principales son...
- Arequipa (2335 m s. n. m.)
- Cusco (3399 m s. n. m.)
- Huancayo (3250 m s. n. m.)
- Cajamarca (2750 m s. n. m.)
- Ayacucho (2761 m s. n. m.)
- Huaraz (3080 m s. n. m.)
- Abancay (2377 m s. n. m.)
- Chachapoyas (2335 m s. n. m.)

Además de otras ciudades como Otuzco, Tarma, Huamachuco, Huanta, Andahuaylas, Puquio, Canta, Matucana, Yungay, etc. Una pequeña parte de la ciudad de Arequipa está ubicada por debajo de los 2300 m s. n. m., pasando el borde inferior de la zona geográfica.